# Rudolf Schenker
Rudolf Schenker (Hanôver, 31 de agosto de 1948) é um guitarrista e compositor alemão, um dos pilares da banda de hard rock alemã Scorpions e responsável por grande parte das melodias da banda. Rudolf Schenker fundou a banda em 1965 juntamente com seu irmão mais novo, o guitarrista solo Michael Schenker, que tinha então apenas 10 anos de idade, mas já apresentava elevada virtuosidade no instrumento. Michael com 16 anos gravou o primeiro álbum da banda (Lonesome Crow) e em 1973 se tornou guitarrista da banda inglesa de Hard Rock e Heavy Metal UFO. Retornou para o Scorpions em 1979 para gravar o sexto álbum da banda, Lovedrive. Nascido em Hanôver no dia 31 de Agosto de 1948, Rudolf é considerado por alguns fãs "A ALMA" do Scorpions.
Foi casado uma vez com Margret e tem um filho chamado Marcel. Hoje, Rudolf mora com a namorada Tanya Sazonova, 35 anos mais nova, desde o final de 2003.
Filho de ex-professor de violino, seu pai sempre quis um futuro bom para seus filhos e era cheio de limitações, mas mesmo assim, apesar das dificuldades, Rudolf consegue seguir com a banda sendo o primeiro empresário.
É inventivo nas composições líricas, trabalhando em conjunto com o exímio letrista, o vocalista da banda, Klaus Meine. Tem muitas músicas compostas a nível musical e a nível lírico. Entre elas estão "Big City Nights" (1984), "Still Loving You" (1984) e "Wind of Change" (1990). Desde o  início do Scorpions até os dias atuais, Rudolf utiliza a guitarra Gibson Flying V.